# Liste der denkmalgeschützten Objekte in Zagersdorf
Die Liste der denkmalgeschützten Objekte in Zagersdorf enthält die 6 denkmalgeschützten, unbeweglichen Objekte der Gemeinde Zagersdorf.

## Denkmäler
| Foto |                 | Denkmal                                                                    | Standort                                        | Beschreibung | Metadaten |
| ---- | --------------- | -------------------------------------------------------------------------- | ----------------------------------------------- | --- | --- |
| ja   | Datei hochladen | Figurenbildstock, Dreifaltigkeitspfeiler HERIS-ID: 30579 Objekt-ID: 27330  | Antauer Straße Standort KG: Zagersdorf          | Die Gnadenstuhldarstellung auf einer Säule stammt aus dem Ende des 19. Jahrhunderts.                                                                                        | BDA-Hist.: Q37935799 Status: § 2a Stand der BDA-Liste: 2025-06-30 Name: Figurenbildstock, Dreifaltigkeitspfeiler GstNr.: 2684                                               |
| ja   | Datei hochladen | Kath. Pfarrkirche hl. Johannes der Täufer HERIS-ID: 30549 Objekt-ID: 27300 | Draßburger Straße 2 Standort KG: Zagersdorf     | Ein Sakralbau vermutlich von 1714, der 1774 erweitert wurde. 1977/78 erfolgte eine innere Neugestaltung. Der Turm stammt aus dem Jahr 1810.                                 | BDA-Hist.: Q27311218 Status: § 2a Stand der BDA-Liste: 2025-06-30 Name: Kath. Pfarrkirche hl. Johannes der Täufer GstNr.: 1 Pfarrkirche hl. Johannes der Täufer, Zagersdorf |
| ja   | Datei hochladen | Hügelgräberfeld Urbarialwald HERIS-ID: 31854 Objekt-ID: 28849              | Gemeinschaftliche Weide Standort KG: Zagersdorf | Bei diesen hallstattzeitlichen Hügelgräbern (ca. 700 v. Chr.) wurden in einem Tongefäß Rebenkerne gefunden, was ein Beweis für sehr frühen Weinbau in der Gegend darstellt. | BDA-Hist.: Q37944636 Status: Bescheid Stand der BDA-Liste: 2025-06-30 Name: Hügelgräberfeld Urbarialwald GstNr.: 2272/2 Hügelgräberfeld Urbarialwald                        |
| ja   | Datei hochladen | Figurenbildstock, Glockenmadonna HERIS-ID: 30550 Objekt-ID: 27301          | bei Hauptstraße 76 Standort KG: Zagersdorf      | Auch als Mariensäule bezeichnet. Auf einem Pfeiler die Glockenmadonna (Eisenstädter Gnadenbild). Laut verwitterter Inschrift vermutlich aus dem Jahr 1670.                  | BDA-Hist.: Q37935552 Status: § 2a Stand der BDA-Liste: 2025-06-30 Name: Figurenbildstock, Glockenmadonna GstNr.: 90/4 Glockenmadonna Zagersdorf                             |
| ja   | Datei hochladen | Figurenbildstock, Mariensäule HERIS-ID: 30551 Objekt-ID: 27302             | hinter Waldgasse 1 Standort KG: Zagersdorf      | Die Mariensäule wurde um 1670 errichtet und trägt die Namen ihrer Stifter.                                                                                                  | BDA-Hist.: Q37935568 Status: § 2a Stand der BDA-Liste: 2025-06-30 Name: Figurenbildstock, Mariensäule GstNr.: 2593                                                          |
| ja   | Datei hochladen | Kreuzkapelle HERIS-ID: 30591 Objekt-ID: 27343                              | Zagersdorf-Urbarialwald Standort KG: Zagersdorf | Eine kleine Kapelle mit gerundeten Ecken und mit einem geschweiften Giebel, die 1727 gestiftet wurde.                                                                       | BDA-Hist.: Q37935944 Status: § 2a Stand der BDA-Liste: 2025-06-30 Name: Kreuzkapelle GstNr.: 2267/29                                                                        |